# Blake Brockermeyer
Blake Weeks Brockermeyer (* 11. April 1973 in Fort Worth, Texas) ist ein ehemaliger US-amerikanischer American-Football-Spieler in der National Football League (NFL). Er spielte als Offensive Tackle unter anderem für die Carolina Panthers.

## Spielerlaufbahn
Blake Brockermeyer studierte an der University of Texas at Austin und spielte dort für die Texas Longhorns American Football. In den Jahren 1994 und 1995 gewann er mit seinem Team die Southwest Conference. 1995 wurde er aufgrund seiner sportlichen Leistungen zum All American gewählt. Im Jahr 1995 wurde Brockermeyer von den Carolina Panthers in der ersten Runde an 29. Stelle gedraftet. Er konnte sich bereits in seinem Rookiejahr in der von Dom Capers trainierten Mannschaft als Starter etablieren und war für den Schutz von Quarterback Kerry Collins verantwortlich. 1996 konnten die Panthers in die Play-offs einziehen. Sie mussten sich dort den Green Bay Packers mit 30:13 geschlagen geben. Nach der Saison 1998 wechselte Brockermeyer zu den Chicago Bears, die im gleichen Jahr auch den Center Olin Kreutz verpflichten konnten. Mit der Mannschaft aus Chicago gelang ihm 2001 der Einzug in die Play-offs. Das Team scheiterte frühzeitig an den Philadelphia Eagles mit 33:19. Brockermeyer schloss sich nach dieser Saison für zwei Jahre den Denver Broncos an. Die Mannschaft aus Denver konnte 2003 Jake Plummer verpflichten für deren Schutz Brockermeyer verantwortlich war. Ferner hatte er die Aufgabe dem Runningback Clinton Portis den Weg in die gegnerische Endzone freizublocken. Nach der regular Season 2003 gelang es ihm zum dritten Mal, mit seiner Mannschaft in die Endrunde einzuziehen. Die Broncos konnten sich aber nicht gegen die Indianapolis Colts durchsetzen und verloren mit 10:41. Blake Brockermeyer, der bereits während seiner Spielzeit in Chicago eine Verletzung erlitten hatte, die ihn stark beeinträchtigte, beendete nach dem Spiel seine Karriere.

## Nach der Karriere
Brockermeyer ist verheiratet und hat vier Kinder. Er arbeitet heute als Fitnesstrainer und trainiert eine High-School-Mannschaft.